# Scandinavian Open 1985
Die Scandinavian Open 1985 im Badminton fanden vom 24. bis zum 27. Oktober 1985 in Kopenhagen, Dänemark, statt.

## Finalresultate
| Disziplin    | Sieger                         | Finalist                            | Ergebnis          |
| ------------ | ------------------------------ | ----------------------------------- | ----------------- |
| Herreneinzel | Morten Frost                   | Lius Pongoh                         | 15:5, 15:8        |
| Dameneinzel  | Kim Yun-ja                     | Kirsten Larsen                      | 11:4, 11:2        |
| Herrendoppel | Jesper Helledie Steen Fladberg | Martin Dew Dipak Tailor             | 15:12, 15:9       |
| Damendoppel  | Kim Yun-ja Yoo Sang-hee        | Maria Bengtsson Christine Magnusson | 8:15, 15:5, 15:1  |
| Mixed        | Nigel Tier Gillian Gowers      | Stefan Karlsson Maria Bengtsson     | 8:15, 15:5, 15:11 |